# Śląsk Reńska Wieś
LKS Śląsk Reńska Wieś – klub piłkarski z siedzibą w Reńskiej Wsi, funkcjonujący w strukturach Opolskiego Związku Piłki Nożnej. W sezonie 1931/1932 występował w III lidze. Najstarszy klub piłkarski woj. opolskiego.

## Informacje ogólne
Klub:
- Pełna nazwa: Ludowy Klub Sportowy Śląsk Reńska Wieś
- Poprzednie nazwy: SSV (Sport und Spielverein) Reinschdorf, DJK (Deutsche Jugend Klub) Reinschdorf (juniorska), Gwardia Reńska Wieś
- Data założenia: 8 lipca 1911
- Barwy: niebiesko-białe
- Adres: Reńska Wieś ul. Brzegowa 11, 47-208 Reńska Wieś
- Strony Futbolowo: http://www.slaskrenskawies.futbolowo.pl (seniorzy) http://www.lksslaskrenskawies.futbolowo.pl (juniorzy)

Stadion:
- Adres – Stadion LKS Śląsk Reńska Wieś, Reńska Wieś ul. Opolska
- Pojemność – 2500 miejsc siedzących
- Oświetlenie – brak

## Historia
Historia Śląska – klubu sportowego z Reńskiej Wsi rozpoczęła się w 1911 roku. Wtedy to z inicjatywy Konstantina Kaisiga został założony pierwszy klub piłkarski pod nazwą Sport und Spielverein Reinschdorf (SSVR). Inicjator i organizator drużyny został jej pierwszym trenerem oraz prezesem nowo powstałego klubu. W 1927 roku Paul Richter, miejscowy proboszcz, utworzył drużynę Deutsche Jugend Klub (DJK) Reinschdorf dla młodzieży katolickiej. Oba kluby połączyły się na początku lat trzydziestych. Połączona drużyna w 1931 roku wywalczyła awans do III ligi. Tam drużyna SSV Reinschdorf z powodzeniem walczyła z III-ligowymi drużynami FC Cosel (Koźle), Eisbahn Heydebreck (Kolejarz Kędzierzyn), 09 Gleiwitz (Gliwice), 09 Ratibor (Racibórz), FC Katscher (Kietrz) i Plonia Ratibor (Płonia Racibórz). Sezon 1931/1932 SpVgg Reinschdorf skończyła na 1. miejscu C-Klasse Ratibor, Gruppe Nord (3. Liga). Po II wojnie światowej działalność klubu reaktywowano już w 1945 roku. Jego pierwszym prezesem został Stanisław Ignatowicz. W 1949 zespół z Reńskiej Wsi podejmował Górnika Zabrze. Kapitanem zespołu był wówczas Karol Weiser. W latach pięćdziesiątych klub wstąpił do struktur Ludowych Zespołach Sportowych. Od 1985 roku funkcjonuje pod nazwą LKS Śląsk Reńska Wieś.
W sezonie 2010/2011 drużyna seniorów zakończyła rozgrywki przed strefą spadkową w III grupie klasy „A”. W tym samym sezonie klub utworzył drugą drużynę, występującą w piłkarskiej klasie „B”. W sezonie 2012/2013 „Śląsk” rozpoczął rozgrywki z udziałem czterech drużyn: seniorów klasy „A” i „B”, juniorów oraz trampkarzy.

## Stadion
W 2010 roku ogłoszono przetarg na budowę kompleksu sportowego przy stadionie Śląska. Projekt przebudowy obejmował utworzenie kompleksu boisk sportowych „Orlik” oraz odnowę budynku klubowego. Łączny koszt inwestycji wyniósł ok. 1 mln złotych, a wkład gminy ok. 340 tys. złotych. W skład kompleksu sportowego wchodzą: ogrodzone do wysokości 4 m boisko piłkarskie o wymiarach 30x62 m piłkochwytami oraz oświetleniem oraz boisko wielofunkcyjne (do piłki ręcznej, siatkowej, koszykowej i tenisa) o wymiarach 30x44 m oraz budynek szatni. Stadion oddano do użytku w 2012 roku

## Sekcje młodzieżowe

### Juniorzy
W 2009 roku, dzięki staraniom trenera Pawła Służałka, powstała na nowo sekcja juniorów (po 8 latach przerwy). W sezonie 2009/2010, grając w juniorskiej klasie „A” OZPN uplasowała się na 3. pozycji, tuż za KTS Kłodnicą oraz TKKF Blachowianką Kędzierzyn-Koźle. W sezonie 2010/2011 juniorzy „Śląska” wywalczyli awans do II Ligi OZPN.

## 100 lat klubu
W 100-lecie historii klub został uhonorowany przez Radę Gminy wyróżnieniem „Zasłużony dla Gminy Reńska Wieś”. Otrzymał wtedy również pamiątkowe puchary od Opolskiego Związku Piłki Nożnej i podokręgu w Kędzierzynie-Koźlu. Dla uczczenia uroczystości 9 lipca 2011 zorganizowano turniej piłkarski.